# Basket Case 2
Basket Case 2 s una pel·lícula de comèdia de terror estatunidenca de 1990 escrita i dirigida per Frank Henenlotter, i la seqüela de la pel·lícula de 1982 Basket Case. És protagonitzada per Kevin Van Hentenryck com a Duane Bradley, que es trasllada amb el seu deforme, abans germà siamès, Belial a una casa per a "individus únics". dirigit per la seva tieta desapareguda, l'excèntrica filantropa Granny Ruth (interpretada per Annie Ross).
La pel·lícula va generar una altra seqüela, Basket Case 3: The Progeny, el 1991.

## Trama
Després de caure d'un edifici d'apartaments al final de la primera pel·lícula, Duane Bradley i el seu germà siamès deformat i separat quirúrgicament Belial són traslladats a l'hospital. La seva situació inusual crida l'atenció dels mitjans de comunicació i fa impossible portar una vida secreta. Són rescatats de l'hospital per l'àvia Ruth, que va veure la seva història a les notícies. Els porta a casa seva, on ella i la seva néta Susan tenen cura d'una família extensa d'individus deformats de la mateixa manera. Entre aquests individus hi ha Eve, que és semblant a Belial perquè és un tors sense cos. Traumatitzada per com ha estat tractada abans que la Ruth la rescatés, Eve és muda i passa la major part del temps a l'àtic. Passen uns quants anys i quan Eve i Belial s'enamoren, el ressentiment de Duane envers Belial creix. No ha perdonat a Belial la mort de la Sharon i desitja viure una vida sense estar envoltat de "freaks", ja que abans no havia pogut abandonar Belial a causa del seu vincle psíquic.
Durant tot això, una periodista groga anomenada Marcie i el seu fotògraf igualment de mala qualitat han estat buscant els germans Bradley per portar-los davant la justícia. En descobrir els monstres, Marcie decideix que els exposarà al món, obligant la Ruth i els altres a detenir-la. Maten el fotògraf, així com un detectiu privat que ajudava Marcie. Duane enganya a Marcie perquè permeti que els monstres entrin a casa seva sota l'aparença que Belial vol una entrevista; Belial li mutila la cara, convertint-la també en un monstre.
Aquella nit els monstres celebren la seva victòria mentre Eve i Belial consumeixen la seva relació a l'àtic. Veient això com una oportunitat per alliberar-se de Belial, Duane s'acosta a Susan i li demana que fugi amb ell. Ella està horroritzada que ell deixi el seu germà i revela que ella també és un monstre. Fa sis anys que està embarassada perquè el seu nadó es nega a deixar el seu ventre. Això destrossa l'última psique de Duane i ell mata la Susan empenyent-la per una finestra. Aleshores va a Belial i l’arrenca a la força al seu cos. La pel·lícula acaba quan la Ruth i els altres descobreixen el que ha fet en Duane i el miren horroritzats.

## Repartiment
- Kevin Van Hentenryck com a Duane Bradley
- Annie Ross com l'àvia Ruth
- Kathryn Meisle com a Marcie Elliott
- Heather Rattray com Susan Smoeller
- Jason Evers com a Lou
- Ted Sorel com a Phil
- Beverly Bonner com a Casey
- Matt Mitler com a Arty
- Leonard Jackson com a comissari de policia
- David Emge com a Mitja Lluna
- Sturgis Warner com a Frederick, el monstre del cap d'alfiler
- Judy Grafe com a dona de notícies
- Chad Brown com a News Man
- Tom Franco com el nen granota
- Tom Tolan com a Belial Bradley (veu; sense acreditar)

## Recepció
El personal de Variety va anomenar Basket Case 2 "una parodia de gènere hilarant" que ret homenatge a la pel·lícula de 1932 Freaks. Kevin Thomas del Los Angeles Times va felicitar l'atmosfera de la pel·lícula, que va sentir ajudada per la fotografia i la partitura, i va destacar les actuacions de Ross i Van Hentenryck. Va escriure que Basket Case 2 "té tot el que necessita per convertir-se en la pel·lícula de culte que ha estat la seva predecessora de 1982: indignant humor negre, humor i horror bizarro, energia impulsora i patetismo genuí."
Joe Kane del New York Daily News va donar a la pel·lícula una crítica majoritàriament positiva, elogiant el seu "enginy fosc" i l'exploració de les activitats romàntiques de Duane i Belial. Va escriure que, "Tot i que la seqüela de l'interior no té l'ambient Times Square desagradable de l'original, i la majoria dels monstres secundaris de la pel·lícula són més capritxosos que amenaçadors pel que fa al disseny […] Basket Case 2 s'acumula com una tarifa divertida de por per als cultistes de Basket Case, els aficionats a les pel·lícules de por i els espectadors aventurers de totes les franges." Caryn James de The New York Times va escriure: "Tal com van les parodies de terror barates, aquesta no és del tot dolenta", però va lamentar una desviació percebuda d'un "enfocament irònic" inicial a mesura que avança la pel·lícula, escrivint, "Aproximadament vint minuts després de la pel·lícula, queda molt poc per sorprendre't, excepte un final excepcionalment hortera."
El 2011 al seu llibre Horror Films of the 1990s, John Kenneth Muir opinava que Basket Case 2 va ser "decebedora" i que "fuig totes les qualitats que feien que l'original brut i de baix pressupost fos un plaer tan gran."
Al lloc web de l'agregador de ressenyes Rotten Tomatoes, la pel·lícula té una puntuació d'aprovació del 71% basada en set crítics enquestats, amb una valoració mitjana de 6,3/10.

## Mitjans domèstics
Basket Case 2 va ser llançat en DVD per Synapse Films l'octubre de 2007.